# Психология восприятия
Психология восприятия — раздел психологии, изучающий процесс формирования субъективного образа целостного предмета, непосредственно воздействующего на анализаторы. В отличие от ощущений, отражающих лишь отдельные свойства предметов, в образе восприятия (отражении в субъективном плане реальных предметов или их свойств, с которыми взаимодействует деятельный субъект) в качестве единицы взаимодействия представлен весь предмет, в совокупности его свойств.
В воспринимаемом предмете ведущим может оказаться либо одно, либо другое качество, от чего зависит, информация от какого анализатора будет признана приоритетной. В соответствии с этим различают зрительное, слуховое, осязательное, вкусовое и обонятельное восприятие.

## Восприятие запаха
Психология восприятия запаха — процессы, связанные со способностью человека воспринимать и идентифицировать запахи.

## Восприятие цвета
Психология восприятия цвета — способность человека воспринимать, идентифицировать и называть цвета.

## Восприятие звука
Психоаку́стика — научная дисциплина, изучающая психологические и физиологические особенности восприятия звука человеком.

## Восприятие пространства
Восприятие пространства — способность человека воспринимать пространственные характеристики окружающего мира: величину и форму предметов, а также их взаимное расположение.

## Восприятие рекламы
Психологическое воздействие рекламы осуществляется по этапам:
- привлечение внимания;
- возбуждение интереса;
- убеждения;
- принятия решения.

Каждый этап воздействия между собой взаимосвязан, и нарушение последовательности этапов или исключение какого-либо из них приводит к тому, что человек не воспринимает рекламу, и она не достигает цели.
На восприятие рекламы может повлиять множество факторов, причем как позитивно, так и негативно. Например:
- голос диктора в радиорекламе может снизить общее впечатление о сообщении, хотя содержание рекламной информации для радиослушателей представляет интерес;
- рекламное объявление в газете может остаться незамеченным среди прочих объявлений из-за небольшого размера, хотя с точки зрения графического изображения и подачи текста оно выполнено на высоком профессиональном уровне.

В зависимости от психологии каждого человека и восприятие рекламы будет происходить по-разному. Насколько будет воспринята реклама зависит от:
- круга интересов предполагаемого покупателя;
- его потребностей;
- социального и материального положения;
- профессии;
- образования;
- возраста.